# Bisdom Charlottetown
Het bisdom Charlottetown (Latijn: Dioecesis Carolinapolitana) is een rooms-katholiek bisdom met als zetel Charlottetown, in Canada. Het bisdom is suffragaan aan het aartsbisdom Halifax-Yarmouth. 

## Geschiedenis
Het bisdom werd opgericht op 11 augustus 1829, uit delen van het aartsbisdom Quebec, en was ook suffragaan aan het aartsbisdom Quebec. Op 4 mei 1852 veranderde het van kerkprovincie en werd suffragaan aan het nieuw verheven aartsbisdom Halifax. 

## Parochies
Het bisdom had in 2021 een oppervlakte van 5.686 km2 en telde 159.713 inwoners waarvan 42,7% rooms-katholiek was.

## Bisschoppen
- Aeneas Bernard MacEachern (11 augustus 1829 - 22 april 1835)
- Bernard Donald McDonald (21 februari 1837 - 30 december 1859)
- Peter McIntyre (8 mei 1860 - 1 mei 1891)
- James Charles McDonald (1 mei 1891 - 1 december 1912; coadjutor sinds 13 juni 1890)
- Henry Joseph O’Leary (29 januari 1913  - 7 september 1920)
- Louis James O’Leary (10 september 1920 - 8 juli 1930)
- Joseph Anthony O’Sullivan (6 februari 1931 - 26 februari 1944)
- James Boyle (18 maart 1944 - 3 juni 1954)
- Malcolm Angus MacEachern (27 november 1954 - 24 februari 1970)
- Francis John Spence (17 augustus 1970 - 24 april 1982)
- James Hector MacDonald (12 augustus 1982 - 2 februari 1991)
- Joseph Vernon Fougère (11 december 1991 - 11 juli 2009)
- Richard John Grecco (11 juli 2009 - 4 maart 2021)
- Józef Andrzej Dąbrowski (2 april 2023 - heden)

## Galerij van afbeeldingen

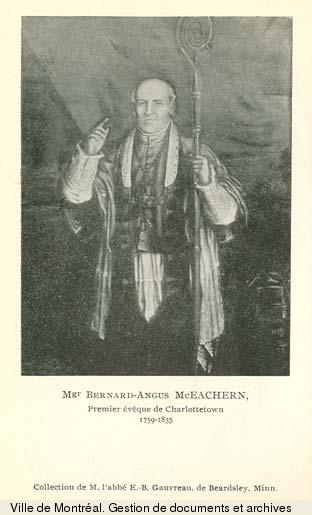
Bisschop Angus Bernard MacEachern
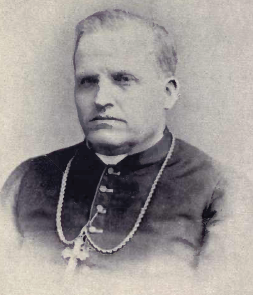
Bisschop James Charles McDonald
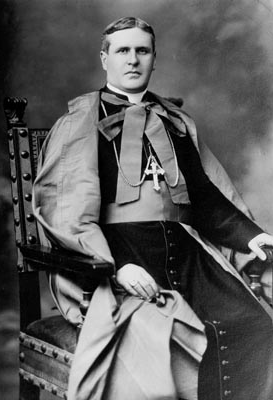
Bisschop Henry Joseph O'Leary

Halifax-Yarmouth (aartsbisdom) · Antigonish · Charlottetown